# Kratae Rsiam
Kratae Rsiam (Nascida em Lampang, Tailândia, 25 de agosto de 1987) , é uma cantora, atriz boxeadora e modelo.

## Filmografia

### Televisão
| Ano  | Título              | Papel   | Rede de TV |
| ---- | ------------------- | ------- | ---------- |
| 2012 | Rachanee Look Toong | Kab     | Ch.8       |
| 2015 | Like Mat Sang       | Ka Noon | Ch.8       |

### Cinema
| Ano  | Título                       | Papel     | Rede de TV |
| ---- | ---------------------------- | --------- | ---------- |
| 2011 | สวยหมัดสั่ง (Suay Mat Sang)     | Namwan    |            |
| 2012 | สวยหมัดสั่ง 2 (Suay Mat Sang 2) | Namwan    |            |
| 2013 | Look Tung Nguen Laan         | Ela mesma |            |

## Discografia

### Álbums
- Loog Thung 4 teens (ลูกทุ่ง 4 ทีน) (2012)
- Perd Jai Sao Tae (เปิดใจสาวแต) (2007)
- Khong Kwan Jark Sao Tae (ของขวัญจากสาวแต) (2007)
- Sao Kard Laeng (สาวกาดแลง) (2008)
- Tee Kao Kayao Dance (ตีเข่าเขย่าแดนซ์) (2010)
- Ruk Na Chuek Chuek (ชุด รักนะฉึก ฉึก) (2011)

### Singles
- Rak Reu Mai Rak (รักหรือไม่รัก) feat. Dr. Fuu（2008）
- Tued (ตื๊ด)（2013）
- Hidden Line (ชู้ทางไลน์) feat.Timethai（2014）
- Meri (เมรี) feat. Kratay Rsiam（2014）
- Stay Cool! (ยิ่งถูกทิ้ง ยิ่งต้องสวย)（2015）
- Flick (สะบัด)（2016）
- Strong เหวี่ยง (นวดให้นุ่ม) feat.Waii（2016）
- รอพี่ที่บ้านนอก (2017)
- Thick (หนานะ) (2018)
- Slip (ลื่น) (2018)